# Ricardo Aleixo Delgado
Ricardo Aleixo Delgado (* 22. Februar 1994 in São Francisco Xavier, Portugal) ist ein luxemburgischer Fußballspieler mit portugiesischen Wurzeln, der in der BGL Ligue für den FC UNA Strassen aktiv ist.

## Karriere

### Jugend
Die komplette Jugend spielte er für seinen Heimatverein Jeunesse Esch. 2013 wurde er mit der U-19 luxemburgischer Meister und Pokalsieger.

### Senioren
Von 2011 bis 2019 spielt Aleixo Delgado in der BGL Ligue für Jeunesse Esch und konnte 2013 die Coupe de Luxembourg gewinnen. Ab 2019 stand er beim F91 Düdelingen unter Vertrag und gewann drei Jahre später erstmals auch die nationale Meisterschaft. Anschließend wechselte er weiter zum Ligarivalen Swift Hesperingen und konnte auch dort auf Anhieb diesen Titel feiern. Zur Saison 2025/26 schloss sich der Innenverteidiger dann dem FC UNA Strassen an.

### Nationalmannschaft
Nach diversen Jugendländerspielen kam Aleixo Delgado am 5. September 2015 im EM-Qualifikationsspiel gegen Mazedonien (1:0) zu seinem ersten A-Länderspiel für Luxemburg. Bis 2017 kam er in insgesamt zehn Partie zum Einsatz, danach wurde er nicht mehr berufen.

## Erfolge
- Luxemburgischer Pokalsieger: 2013
- Luxemburgischer Meister: 2022, 2023